# Karlsbyheden, Finngärdet en Karlsbyn
Karlsbyheden, Finngärdet en Karlsbyn (Zweeds: Karlsbyheden, Finngärdet och Karlsbyn) is een småort in de gemeente Falun in het landschap Dalarna en de provincie Dalarnas län in Zweden. Het småort heeft 95 inwoners (2005) en een oppervlakte van 29 hectare. Eigenlijk bestaat het småort uit drie plaatsen: Karlsbyheden, Finngärdet en Karlsbyn. Het småort ligt aan het meer Hedkarisjön.